# بلا عودة (فلم)
بلا عودة هو فيلم مصري عرض عام 1961، بطولة مريم فخر الدين ورشدي أباظة، ومن إخراج ريمون نصور.

## قصة الفيلم
تقع الفتاة الفقيرة نادية (مريم فخر الدين) في فخ عصابة يرأسها تاجر المخدرات سالم (إستيفان روستي)، تتحول إلى مدمنة للمخدرات بعد أن يتم استدراجها إلى الإدمان بواسطة العصابة، تتصاعد الأحداث ومع مرور الوقت تتحول إلى فتاة ليل. تتعرف على الضابط مصطفى (رشدي أباظة) الذي يحاول إنقاذها من براثن المستنقع الذي وقعت فيه.

## طاقم التمثيل
- مريم فخر الدين: (نادية)
- رشدي أباظة: (النقيب مصطفى)
- زوزو ماضي: (منيرة هانم)
- إستفان روستي: (سالم - زعيم العصابة)
- توفيق الدقن: (حمدان - من أفراد العصابة)
- فاخر فاخر: (ضابط)
- شريف حمدي
- شفيق نور الدين: (جار نادية)
- ملك الجمل: (جارة نادية)
- نظيم شعراوي: (ضابط)
- بدر نوفل
- أحمد لوكسر
- إحسان شريف: (والدة نادية)
- ناهد سمير: (والدة مصطفى)
- روحية جمال
- علي كامل
- حسين إسماعيل: (عوض)
- محمد السبع: (عبد السميع)
- منى عبد الله
- نصر سيف: (من أفراد العصابة)
- حلمي هلالي
- فاروق سعيد
- حامد السيد

## فريق العمل
- إخراج: ريمون نصور
- قصة: عن قصة واقعية للرائد إسماعيل كامل
- سيناريو: فتحي زكي، ريمون نصور
- حوار: فتحي زكي، عبد الفتاح مصطفى
- مدير التصوير: مسعود عيسى
- مونتاج: عطية عبده
- إنتاج: ممفيس فيلم
- توزيع: أفلام الشرق الأوسط